# Jan Thomas Lauritzen
Jan Thomas Lauritzen (* 6. Februar 1974 in Sarpsborg, Norwegen) ist ein ehemaliger norwegischer Handballspieler. Jan Thomas Lauritzen ist verheiratet und hat zwei Kinder. Er lief 254-mal für die norwegische Nationalmannschaft auf und wurde als Rückraum rechts oder als Rechtsaußen eingesetzt.
Jan Thomas Lauritzen begann 1984 in Sarpsborg mit dem Handballspiel. 1993 wechselte er zu Uradd und 1995 weiter zu Viking Stavanger HK. Hier wurde er norwegischer Meister und zweimal norwegischer Pokalsieger. 2002 heuerte er beim TUSEM Essen in der 1. Handball-Bundesliga an, mit dem er 2004 den EHF-Pokal gewann. Nach dem Zwangsabstieg seines Teams spielte er ein halbes Jahr für den TuS Nettelstedt-Lübbecke, bevor er 2005 zur SG Flensburg-Handewitt wechselte. Mit der SG stand er 2007 im Champions-League-Finale, unterlag dort jedoch gegen den THW Kiel. Zwischen 2007 und 2009 spielte er beim dänischen Erstligisten Bjerringbro-Silkeborg. Im Sommer 2009 wechselte er nach Norwegen zu Tistedalen TIF. Zwei Jahre später nannte sich die Handballabteilung des Vereins in Halden Topphåndball um, für die Lauritzen anschließend auflief. 2014 beendete er dort seine Karriere. Im Sommer 2016 übernahm er das Traineramt der Frauenmannschaft von Halden HK. Nachdem Halden HK im Februar 2017 Konkurs gegangen war, übernahm Lauritzen im Sommer 2017 die Männermannschaft von Halden Topphåndball. Weiterhin gehört er seit Oktober 2018 dem Trainerteam der norwegischen U18-Nationalmannschaft an.